# 운정신도시
운정신도시(雲井新都市, Unjeong New Town)는 경기도 파주시 남서부의 목동동, 야당동, 와동동, 동패동 등에 조성 중인 신도시이며, 문발동, 다율동 일원의 기존 택지개발지구인 교하지구를 포함한다. 2000년부터 개발된 교하지구와 2003년부터 개발된 운정신도시를 구분하여 부르기도 하지만 넓은 의미의 운정신도시는 운정과 교하 모두를 포괄한다.

## 위치
파주시의 가장 남서쪽에 위치하며 구 교하면의 동부 지역에 해당된다. 서울 도심에서 북서쪽으로 약 25 km 떨어져 있으며, 남쪽으로는 고양시에 조성된 일산신도시와 맞붙어 있다. 운정신도시는 자유로, 제2자유로, 경의로, 통일로, 서울문산고속도로 등의 도로와 경의선 철도로 구성된 세로축 교통망과 양주, 포천, 고양 방면의 국지도 56호선, 지방도 360호선, 지방도 363호선, 김포(파주)관산간도로 등 가로축 교통망이 교차하는 곳에 위치하여 서울을 비롯한 인근 도시로의 접근성이 양호하다. 또한 서울과 개성을 잇는 남북교류의 서부 연안축이기도 하여 남북 경제교류협력 지원도시의 조건을 가지고 있다. 운정신도시의 동쪽은 경의선 철도를 경계로 완만한 구릉과 평탄지가 이어지며 북동쪽으로 파주시청이 자리 잡은 금촌과 닿아있다. 서쪽은 한강변을 따라 조성된 파주출판도시가 자리 잡고 있으며, 남쪽으로는 고양시 덕이동과 경계를 이루며 일산신도시와 근접한 탄현, 송포가 맞닿아 있다. 북쪽은 헤이리 마을, LG디스플레이단지를 거쳐 문산으로 이어진다.

## 규모

### 운정신도시(운정1, 2, 3 지구)
- 인구 : 8만7천세대(21만5천명)[2]
- 면적 : 1,650만m2(499만평). 1,2지구:9,549천m2, 3지구:6,951천m2

### 교하지구
- 인구 : 1만5백세대(3만2천명)
- 면적 : 2백5만m2(62만평)[3]

## 계획

### 운정1, 2지구
- 사업 기간 : 2003년부터 2014년까지
- 최초 입주 : 2009년 9월
- 개발 면적 : 9,549천m2
- 계획 가구 : 46,054세대
- 계획 인구 : 124,345명

### 운정3지구[4]
- 사업 기간 : 2008년부터 2022년까지
- 최초 입주 : 2020년 8월
- 개발 면적 : 6,951천m2
- 계획 가구 : 32,400세대
- 계획 인구 : 81,000명

### 교하지구
- 사업기간 : 2000년 11월부터 2006년 12월까지(사업 완료)

### U-City(유비쿼터스 도시)
운정신도시는 교통, 방범·방재, 환경, 시설물 관리, 행정, 포털, 보건복지, 정보통신망, 도시통합정보센터 등 도시생활의 편의 증대와 체계적이고 혁신적인 도시관리가 가능한 21세기 첨단 정보화 도시(U-City, 유비쿼터스 도시)로 개발 중이며 교통, 방범 등 생활 밀착 서비스는 현재 운영 중이다.

## 행정구역과 인구
현재 운정1,2지구는 운정1,2,3동으로 구분되어 있는 상황이다.
| 행정동  | 법정동 | 인구(2021) |
| 운정1동 | 교하동 일부, 상지석동, 당하동 일부, 와동동                                                                                | 92,030명   |
| 운정2동 | 목동동 일부 | 63,225명   |
| 운정3동 | 동패동 일부, 야당동 | 85,095명   |
| 교하동  | 교하동, 당하동 일부, 다율동, 목동동 일부, 동패동 일부, 산남동, 서패동, 문발동, 신촌동, 송촌동, 연다산동, 오도동, 하지석동 | 42,673명   |

## 교통 시설

### 수도권 전철
현재 수도권 전철 경의·중앙선의 야당역, 운정역과 탄현역을 이용하여 고양시 (일산신도시), 서울특별시 등으로 이동할 수 있다. 2014년 12월 27일 공덕역과 용산역을 잇는 용산선 구간이 연장 개통되면서 용산선과 용산역을 거쳐 기존 중앙선과 직결 운행하는 열차와 가좌역에서 분기하여 서울역으로 운행하는 경의본선 전동열차를 이용할 수 있다. 운정역에서 홍대입구역까지 35분, 공덕역까지는 40분이 소요되며 출퇴근 시간에는 급행 열차를 이용하여 보다 빨리 왕래할 수 있다. 그리고 미개통역으로 남아 있던 야당역이 2015년 10월 31일에 개통하였다.
교하지구와 인접한 곳에 GTX-A 노선이 2018년 12월 27일 착공하였으며, 2024년 12월 27일 개통을 했다. 종점인 GTX-A 운정중앙역에서 서울역은 22분 정도, 삼성역은 28분 정도가 걸린다. GTX-A 운정중앙역은 경의중앙선 운정역과 서로 반대편에 있다.
추후에 일산선을 대화역에서 운정신도시까지 연장하는 계획이 있다.

### 주요 도로
운정신도시와 인근 도시를 잇는 주요 도로는 신도시 서쪽의 국도 제77호선 (자유로)과 지방도 제357호선 (제2자유로), 동쪽의 지방도 제359호선 (경의로), 북쪽의 국가지원지방도 제56호선 (파주로)이며 서울 방면으로의 교통량 대부분은 자유로와 제2자유로를 통해, 고양(일산) 방면은 경의로와 미래로를 통해 소화된다. 특히 제2자유로 이용시 상암동까지 20분이 소요된다. 고속도로는 수도권제1순환고속도로의 고양 나들목과, 일산 나들목, 자유로 나들목을 이용하며 평택파주고속도로가 2020년 11월 7일에 개통되었다.

### 시내버스 및 마을버스
운정신도시의 시내버스는 문산, 금촌, 교하동 등을 기점으로 하여 서울시와 고양시를 비롯한 인근 도시로 향하는 경우가 대부분을 차지하고, 서울시 면허의 버스가 일부 운행을 하고 있다. 운정신도시가 파주시의 가장 남서쪽에 위치하고 있고 주요 도로들이 관통하고 있어 파주시에서 서울시나 일산신도시로 가는 노선 중 통일로 방면의 노선을 제외한 대부분의 노선이 경유하고 있다. 그 가운데 3개 노선의 M버스를 포함한 일부 노선은 신속한 이동을 위해 일산을 관통하는 중앙로를 이용하지 않고 바로 자유로, 제2자유로를 이용한다.
운정신도시의 마을버스는 운정역을 기점으로 운행하는데, 운정호수공원의 북쪽에 위치한 마을들과 남쪽에 위치한 마을들을 각각 순환하는 노선이 있고 파주출판도시 방면으로 운행하는 노선이 있다.

### 고속버스 및 시외버스
운정신도시 주요 버스 정류장에서 인천, 부천, 인천국제공항 방면으로 가는 시외버스를 이용할 수 있으며 2013년 9월 17일부터 문산 ~ 창원, 광주광역시 방면으로 가는 고속버스와 시외버스 노선이 신설된 것을 시작으로 현재 대전, 강릉, 충주로 가는 노선까지 이용할 수 있다. 문산시외버스터미널에서 출발한 버스가 운정역 앞에 위치한 운정시외버스정류장을 경유하는 방식으로 운행하고 있다.

## 교육

### 운정1, 2지구
|          | 학교명                                                                                                   | 비고        |
| 초등학교 | 가온초, 동패초, 와동초, 와석초, 운광초, 지산초, 청암초, 한가람초, 한빛초, 해솔초, 운정초, 산내초, 산들초 | 12개교 개교 |
| 중학교   | 동패중, 지산중, 한가람중, 한빛중, 해솔중, 산내중, 운정중, 산들중                                         | 8개교 개교  |
| 고등학교 | 동패고, 운정고, 한빛고, 지산고                                                                           | 4개교 개교  |
| 특수학교 | 자운학교                                                                                                 | 1개교 개교  |

### 운정3지구
|          | 학교명                             | 비고       |
| 초등학교 | 초롱초, 다율초, 해오름초, 별하람초 | 4개교 예정 |
| 중학교   | 심학중, 다율중                     | 1개교 예정 |
| 고등학교 | 심학고                             | 1개교 예정 |

### 교하지구
|          | 학교명                                 | 비고 |
| 초등학교 | 교하초, 두일초, 문발초, 석곶초, 청석초 |      |
| 중학교   | 교하중, 두일중                         |      |
| 고등학교 | 교하고                                 |      |

## 주요 시설

### 관공서
- 운정행복센터 : 2013년 3월 개관. 운정 1, 2, 3동 행정복지센터, 파주문화원, 수영장, 노인복지회관, 청소년문화의집 등.
- 운정광역보건지소 : 2013년 7월 개소. 책향기로 해솔마을 1단지(두산위브)와 4단지(연리지) 사이.
- 운정파출소 : 2013년 12월 개소. 한울마을 2단지(벽산아파트) 남쪽.
- 운정2파출소 : 2017년 12월 개소, 해솔마을 1단지(두산위브)와 4단지(연리지) 사이.
- 운정동우체국 : 2014년 6월 개국. 가람마을8단지와 와동초등학교 사이.
- 도시정보센터 : 2012년 5월 개관. 운정호수공원 유비파크(Ubi-park)내.[11][12]
- 운정119안전센터 : 2018년 1월 개청. 한빛도서관 옆.
- 교하동행정복지센터 : 구 교하읍사무소.(교하지구와는 거리가 있다.)
- 교하출장민원실 : 두일중학교 서쪽. 컨테이너인건지 임시건물이다. 문발동에 위치하고 있다.
- 교하파출소 : 교하사거리.(교하지구와는 거리가 있다.)
- 교하119안전센터 : 청석마을9단지 앞.
- 교하우체국 : 두일중학교 서쪽.

### 도서관
- 가람도서관 : 음악 특화 도서관. 가람마을 7단지 남쪽 지산초등학교 옆.
- 한빛도서관 : 영어 특화 도서관. 한빛마을 1단지 남쪽 삼마교회 옆.
- 해솔도서관 : 교육 특화 도서관. 해솔마을 4단지 남쪽 해솔초등학교 옆.
- 한울도서관
- 교하도서관 : 교하지구 숲속길마을6단지 남쪽.
- 물푸레도서관 : 교하지구 청석마을8단지 북쪽.

### 공원, 체육시설
- 운정호수공원
- 운정건강공원
- 새암공원
- 라온공원
- 두레공원
- 한빛공원
- 교하중앙공원
- 운정스포츠센터 : 운정환경관리센터 내.
- 운정물재생센터 내 체육시설 : 축구장, 농구장 등
- 교하청석스포츠센터 : 파주열병합발전소 내.

## 같이 보기
- 파주시
- 교하읍
- 교하동
- 운정동
- 경의중앙선 운정역
- GTX-A 운정중앙역
- 야당역
- 파주출판도시